# Ельяшевич, Борис Саадьевич
Бори́с Саа́дьевич Ельяше́вич (др.-евр. ברכיה עזריאל בן סעדיה אלישביץ‬ Берехья Азриэль бен Саадья Эльяшевич; 13 [25] марта 1881, Поневеж, Ковенская губерния — 9 января 1971, Евпатория, Крымская область) — караимский газзан, хранитель караимской национальной библиотеки-музея «Карай-Битиклиги».

## Биография

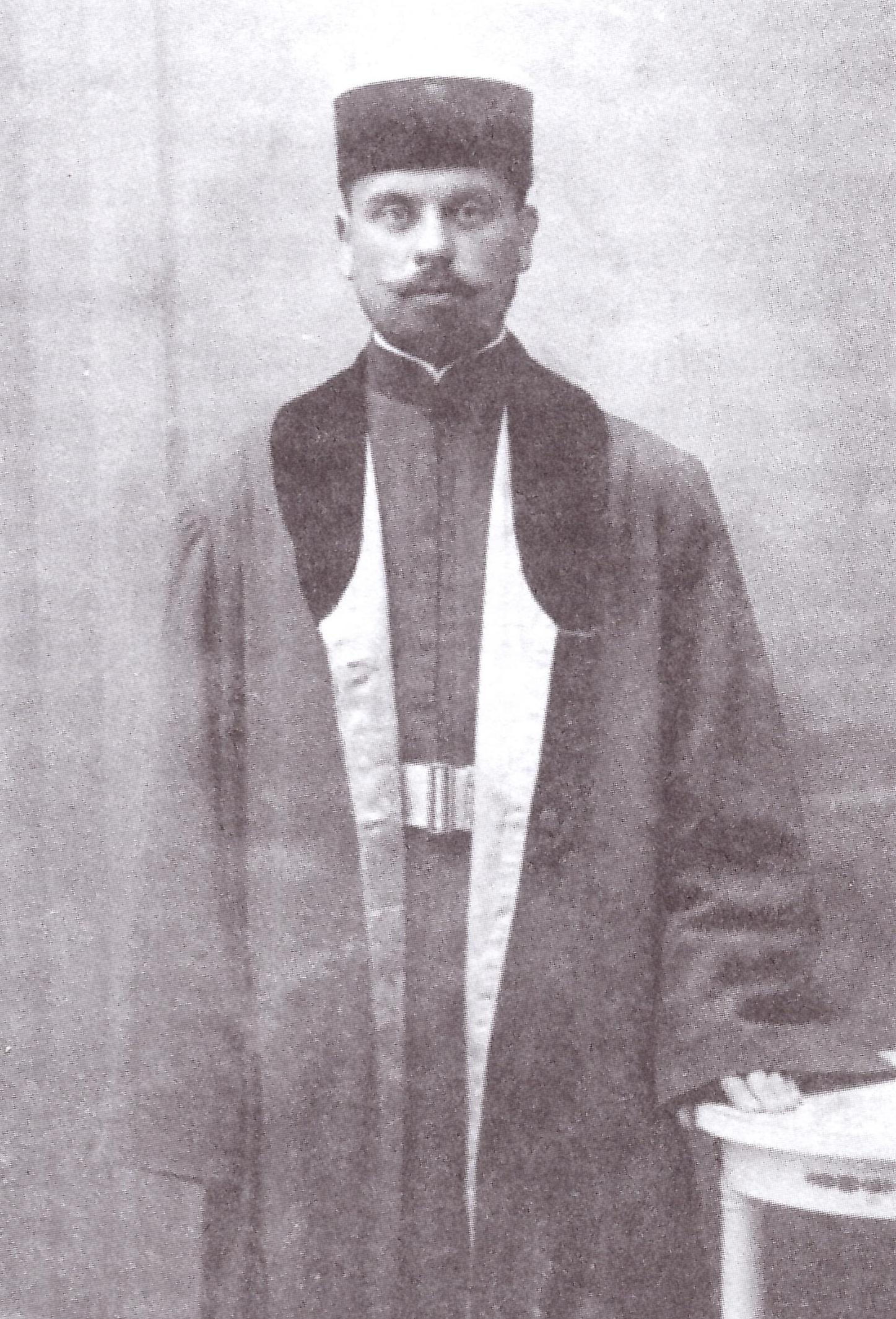
Б. С. Ельяшевич в облачении газзана

Родился 13 (25) марта 1881 года в городе Поневеж (ныне — Паневежис, Литва). В 1892 году семья Ельяшевичей переехала в Москву. Московское караимское общество за свой счёт послало 14-летнего Бориса в Евпаторию, где в 1895 году открылось караимское училище по подготовке учителей для караимских школ.
После окончания Александровского Караимского Духовного Училища в Евпатории, уехал в Москву, где проходил воинскую службу в армии. За несколько месяцев до окончания службы заручился поддержкой И. И. Казаса — инспектора АКДУ — о работе учителем в Евпатории, где и прослужил 18 лет. Обладая хорошим музыкальным слухом и приятным мелодичным голосом, Борис Саадьевич организовал из учеников караимских школ духовный хор.
После избрания С. М. Шапшала в 1915 году Таврическим и Одесским караимским гахамом, Борис Саадьевич Ельяшевич, согласно существовавшему в то время положению, стал его заместителем, будучи старшим газзаном Соборной кенассы Евапатории. В начале 1920-х годов эмигрировал гахам, по причине голода выехал в Москву инспектор АКДУ А. И. Катык и заведующий караимской библиотекой С. С. Ельяшевич. Советской властью было упразднено АКДУ и Караимское духовное правление. Из всех работников караимских институций в Евпатории остался Б. С. Ельяшевич. Он поселился при библиотеке-музее, и в течение 9 лет бесплатно нёс охрану материально-культурного наследия караимского народа.
В 1928 году над библиотекой «Карай-Битиклиги» нависла угроза ликвидации и расчленения её фондов по разным библиотекам. Убедившись, что спасти её от расчленения невозможно, Борис Саадьевич поехал в Ленинград, где обратился к академику П. К. Коковцеву, а через него в Академию наук, и добился, чтобы ценнейшие собрания караимских рукописей были переведены на хранение в Ленинград в библиотеку им. Салтыкова-Щедрина, а другая часть духовного наследия караимов в Москву, в библиотеку им. Ленина. Благодаря этому ценнейшие караимские материалы сохранились до наших дней.
После закрытия библиотеки-музея «Карай битиклиги» в 1929 году — последнего караимского учреждения в Евпатории, Борис Саадьевич Ельяшевич переехал с семьёй в Подмосковье, в связи с болезнью отца. Это время было для него наиболее тяжёлым, так как он имел духовный сан и считался лишенцем, и не имел право работать на государственной службе. Тем не менее, он работал простым служащим, учителем музыки в школе.
В начале 1930-х годов Бориса Саадьевича вместе с отцом Саадьей Семёновичем (который имел духовное звание «эрби», то есть имел право быть караимским учителем и газзаном) вызвали в НКВД. Борису Саадьевичу предложили написать в газету и отказаться от духовного сана, на что он ответил отказом: «Это я сделать не могу, мой народ сочтёт меня изменником», и остался по-прежнему лишенцем.
В марте 1946 года караимы Евпатории обратились к Ельяшевичу с письменным приглашением возглавить общину и занять должность газзана при кенассе. Борис Саадьевич дал своё согласие и переехал в Евпаторию, где был встречен всеми единоверцами. В Евпатории Ельяшевич вновь единогласно избран и утверждён Совмином СССР на должность газзана.
Ельяшевич прослужил газзаном до июля 1958 года и оставил должность по причине старости и слабости здоровья. Менее чем через год караимская кенасса в Евпатории была закрыта, а сама община снята с регистрации.
Скончался 9 января 1971 года.

## Научная и общественная деятельность
Ельяшевич с большим энтузиастом и ответственностью относился к исполнению своих обязанностей, будь это проведение богослужения в храме, создание караимской библиотеки-музея «Карай-Битиклиги», преподавание в караимской школе или Училище, участие в заседаниях Караимского Духовного Правления и издание его печатного органа, подготовка и проведение народных съездов, ведение документации и работа в архивах.
Он не только в совершенстве владел родным языком, но и прекрасно знал древнееврейский, арабский, турецкий и французский языки. Это позволяло ему свободно работать с любыми материалами и документами библиотеки-музея.
Живя при библиотеке, Ельяшевич все свободное время посвящал освоению и изучению книжного и рукописного фонда, а также предметов материальной культуры. Его глубокие знания не раз помогали ученым при работе с древними текстами на караимском языке, изучении фондов музея.
Любые заявление о праве караимов на отстаивание собственной этноконфессиональной уникальности отличались взвешенностью и были далеки от национализма. К примеру, Б. С. Ельяшевич отмечает:
Национальность, как явление, имеет свои моменты высшего развития, когда понятие национальности заключает в себе представления и понятия о всех высших приобретениях цивилизации в данной нации, и — моменты упадка, когда в силу тех или иных исторических несчастий и условий жизни данной нации, в душе её складывается узко-эгоистическое понятие только о своей нации как наиболее достойной и державной.

### Публикации
- Религиозно-музыкальные мотивы караимов // Караимская жизнь. — № 2, 1911.
- И. И. Казас: его жизнь, научно-литературная, педагогическая и общественная деятельность — 1918.
- Евпаторийские караимские кенасы. — 1928.
- Караимские брачные договоры — шетары // соавт. П. Я. Чепурина — научное исследование орнаментального оформления шетаров с переводом, сведения по истории их материальной культуре караимов.
- Караимский биографический словарь // 300 статей о караимских деятелях, живших в VIII—XX вв. // Институт этнологии и антропологии им. Н. Н. Миклухо-Маклая. — 1993.
- Историческо-этнографические очерки // Институт этнологии и антропологии им. Н. Н. Миклухо-Маклая. — 1993.
- Полное описание Евпаторийских караимских кенас, двориков и мемориальных досок // Институт этнологии и антропологии им. Н. Н. Миклухо-Маклая. — 1993.

### Прочие работы
- Каталог рукописей библиотеки «Карай-Битиклиги» на древнееврейском языке, преимущественно караимских авторов; включал более тысячи работ. Описание составлено под руководством научного сотрудника Азиатского Музея Академии наук СССР, гебраиста Михаила Николаевича Соколова в 1926 и  1927 годах.
- Доклад «Лексика караимского перевода Библии» (1928) профессора В. А. Гордлевского — серьёзный научный труд по выявлению специфических особенностей караимского языка, его отличия от других тюркских языков — был создан при активном содействии Ельяшевича, который оказывал помощь по выявлению древних тюркских слов в переводах Библии на караимский язык при изучении материалов библиотеки.
- Молитвы караимов в исполнении Бориса Саадьевича были записаны на магнитофон незадолго до его кончины. Они представляют собой уникальнейший этнографический материал, содержащий мотивы народных песен XVIII, XVII вв. и более раннего времени.